# Société de transport de Trois-Rivières
La Société de transport de Trois-Rivières (STTR) est née après la fusion, en 2001, des six municipalités formant aujourd'hui Trois-Rivières. Elle était auparavant la Corporation intermunicipale de transport des Forges (CITF) qui avait elle-même été créée au début des années 1980. Elle est un organisme paramunicipal de la ville de Trois-Rivières. Elle dessert un territoire de plus de 134 000 personnes avec ses 23 circuits d'autobus urbains, ses circuits scolaires et son transport adapté, un des plus développés par rapport à la population desservie. Elle transporte plus de 10 000 usagers par jour pour un total de près de 4 millions de déplacements par année. Elle emploie plus d'une centaine de chauffeurs, responsables à la clientèle, la sécurité et l'entretien et cadres. La STTR tient une assemblée publique tous les mois et son siège social est situé au 2000, rue Bellefeuille, Trois-Rivières.

## Histoire
C'est le 11 novembre 1975 que le transport en commun reprit dans la ville de Trois-Rivières à la suite de la location de quinze autobus à la Communauté Urbaine de Montréal (CTCUM) par la ville. Huit jours plus tard, c'était au tour de la ville du Cap-de-la-Madeleine de voir un service de transport sur son territoire offert par un entrepreneur privé. Trois autobus sillonnent les rues. Dans les mêmes années, ce fut au tour de Trois-Rivières-Ouest de se vanter de pouvoir offrir un service dans sa municipalité.
Après cinq ans d'attente, c'est le 3 janvier 1981 que la population trifluvienne va avoir finalement accès à un réseau de transport regroupé pour les trois villes, soit Trois-Rivières, Trois-Rivières-Ouest et le Cap-de-la-Madeleine. Tout ceci sera possible par l'entrée en service de la Corporation Intermunicipale de Transport des Forges, constituée le 31 octobre 1979. Le centre de service de la CITF, où l'on retrouve tous les services, sera construit en 1984 et sera situé au 2000, rue Bellefeuille (endroit où se situe encore aujourd'hui la STTR). À sa création, la corporation comprenait le transport régulier ainsi que le transport adapté pour personnes handicapées.
Par les fusions municipales de 2001 au Québec, c'est le 1er janvier 2002 que fut fondée la STTR qui remplaça la CITF. La compagnie de transport a pour mission de contribuer au transport collectif sur le territoire trifluvien en assurant la mobilité des citoyens.

### Chronologie des opérateurs de transports

Logo précédent.

1915 - 1931 : Three Rivers Traction Company
1931 - 1975 : Saint Maurice Transport Company
1975 - 1979 : Ville de Trois-Rivières
1979 - 2001 : Corporation intermunicipale de transport des Forges
Depuis 2002 : Société de transport des Trois-Rivières

## Lignes de la STTR

### Réseau Régulier

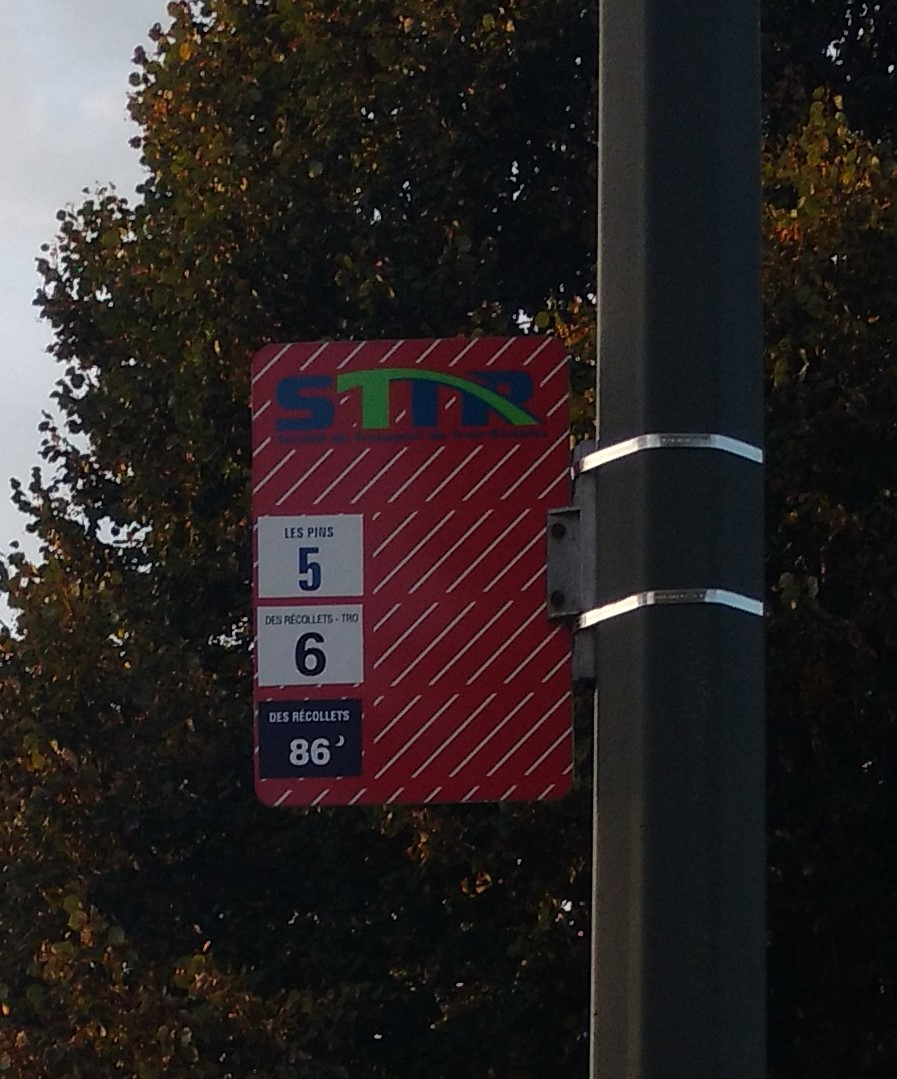
Signalétique, lignes 5, 6 et circuit complémentaire 86.

2: Sainte-Marthe Via Fusey
4: Des Légendes / Boul. des Forges / Les Rivières
5: Les Pins / CHRTR
6: Des Récollets / Cégep
8: Galerie du cap / Fusey / Saint-Laurent / Thibeau sud / montplaisir / Saint-Maurice
9: Pointe-du-Lac
10: Sainte-Marthe
11: Demontigny
12: Saint-Louis-de-France
13: Sainte-Marguerites / St-Jean-Baptiste
14: Secteur industriel
16: Boul. Saint-Jean
25: Gilles-Lupien
60: Cap
| Ligne                                       | Terminus                                                                        | Terminus                                                                        | Terminus                                                                        | Secteur desservi                                                                | Note                                                                            |
| ------------------------------------------- | ------------------------------------------------------------------------------- | ------------------------------------------------------------------------------- | ------------------------------------------------------------------------------- | ------------------------------------------------------------------------------- | ------------------------------------------------------------------------------- |
| 2 Centre-ville / Ste-Marthe                 | En semaine de 6:32 à 00:26 - samedi de 6:15 à 00:01 - dimanche de 8:45 à 19:26  | En semaine de 6:32 à 00:26 - samedi de 6:15 à 00:01 - dimanche de 8:45 à 19:26  | En semaine de 6:32 à 00:26 - samedi de 6:15 à 00:01 - dimanche de 8:45 à 19:26  | En semaine de 6:32 à 00:26 - samedi de 6:15 à 00:01 - dimanche de 8:45 à 19:26  | En semaine de 6:32 à 00:26 - samedi de 6:15 à 00:01 - dimanche de 8:45 à 19:26  |
| 2 Centre-ville / Ste-Marthe                 | Terminus Centre-Ville                                                           | ↔                                                                               | Boisclair / Parc Roger-Guilbault                                                |                                                                                 |                                                                                 |
| 4☼ Centre-ville / des Légendes / des Forges | En semaine de 6:31 à 19:24                                                      | En semaine de 6:31 à 19:24                                                      | En semaine de 6:31 à 19:24                                                      | En semaine de 6:31 à 19:24                                                      | En semaine de 6:31 à 19:24                                                      |
| 4☼ Centre-ville / des Légendes / des Forges | Terminus Centre-Ville                                                           | ↔                                                                               | des Légendes / des Forges                                                       |                                                                                 | Soir de semaine et fin de semaine: ligne 4☽                                     |
| 5☼ UQTR / Centre-ville                      | En semaine de 6:20 à 19:28                                                      | En semaine de 6:20 à 19:28                                                      | En semaine de 6:20 à 19:28                                                      | En semaine de 6:20 à 19:28                                                      | En semaine de 6:20 à 19:28                                                      |
| 5☼ UQTR / Centre-ville                      | UQTR                                                                            | ↔                                                                               | Terminus Centre-Ville                                                           |                                                                                 | Soir de semaine et fin de semaine: ligne 5☽                                     |
| 6 UQTR / Carrefour TRO                      | En semaine de 6:44 à 19:08                                                      | En semaine de 6:44 à 19:08                                                      | En semaine de 6:44 à 19:08                                                      | En semaine de 6:44 à 19:08                                                      | En semaine de 6:44 à 19:08                                                      |
| 6 UQTR / Carrefour TRO                      | UQTR                                                                            | ↔                                                                               | Carrefour Trois-Rivières Ouest                                                  |                                                                                 | Soir de semaine et fin de semaine: ligne 86                                     |
| 8 Galerie du Cap / St-Maurice               | En semaine de 6:25 à 00:27 - samedi de 6:12 à 00:32 - dimanche de 8:42 à 19:27  | En semaine de 6:25 à 00:27 - samedi de 6:12 à 00:32 - dimanche de 8:42 à 19:27  | En semaine de 6:25 à 00:27 - samedi de 6:12 à 00:32 - dimanche de 8:42 à 19:27  | En semaine de 6:25 à 00:27 - samedi de 6:12 à 00:32 - dimanche de 8:42 à 19:27  | En semaine de 6:25 à 00:27 - samedi de 6:12 à 00:32 - dimanche de 8:42 à 19:27  |
| 8 Galerie du Cap / St-Maurice               | Galerie du Cap                                                                  | ↔                                                                               | St-Maurice / rue Patry                                                          |                                                                                 |                                                                                 |
| 9 UQTR / Pointe-du-lac                      | En semaine de 6:18 à 19:06                                                      | En semaine de 6:18 à 19:06                                                      | En semaine de 6:18 à 19:06                                                      | En semaine de 6:18 à 19:06                                                      | En semaine de 6:18 à 19:06                                                      |
| 9 UQTR / Pointe-du-lac                      | UQTR                                                                            | ↔                                                                               | Notre-Dame O / Ch. Ste-Marguerite                                               |                                                                                 | Soir de semaine et fin de semaine: ligne 89                                     |
| 10 Centre-ville - Ste-Marthe                | En semaine de 6:25 à 00:26 - samedi de 6:10 à 00:31 - dimanche de 8:40 à 19:26  | En semaine de 6:25 à 00:26 - samedi de 6:10 à 00:31 - dimanche de 8:40 à 19:26  | En semaine de 6:25 à 00:26 - samedi de 6:10 à 00:31 - dimanche de 8:40 à 19:26  | En semaine de 6:25 à 00:26 - samedi de 6:10 à 00:31 - dimanche de 8:40 à 19:26  | En semaine de 6:25 à 00:26 - samedi de 6:10 à 00:31 - dimanche de 8:40 à 19:26  |
| 10 Centre-ville - Ste-Marthe                | Terminus Centre-ville                                                           | ↔                                                                               | des Roselins / des Prairies                                                     |                                                                                 |                                                                                 |
| 11 Centre-ville / District 55               | En semaine de 6:32 à 00:23 - samedi de 6:13 à 00:28 - dimanche de 8:43 à 19:23  | En semaine de 6:32 à 00:23 - samedi de 6:13 à 00:28 - dimanche de 8:43 à 19:23  | En semaine de 6:32 à 00:23 - samedi de 6:13 à 00:28 - dimanche de 8:43 à 19:23  | En semaine de 6:32 à 00:23 - samedi de 6:13 à 00:28 - dimanche de 8:43 à 19:23  | En semaine de 6:32 à 00:23 - samedi de 6:13 à 00:28 - dimanche de 8:43 à 19:23  |
| 11 Centre-ville / District 55               | Terminus Centre-ville                                                           | ↔                                                                               | District 55                                                                     |                                                                                 |                                                                                 |
| 12 Fusey / St-Louis-de-France               | En semaine de 6:23 à 00:27 - samedi de 6:13 à 23:27 - dimanche de 8:43 à 19:27  | En semaine de 6:23 à 00:27 - samedi de 6:13 à 23:27 - dimanche de 8:43 à 19:27  | En semaine de 6:23 à 00:27 - samedi de 6:13 à 23:27 - dimanche de 8:43 à 19:27  | En semaine de 6:23 à 00:27 - samedi de 6:13 à 23:27 - dimanche de 8:43 à 19:27  | En semaine de 6:23 à 00:27 - samedi de 6:13 à 23:27 - dimanche de 8:43 à 19:27  |
| 12 Fusey / St-Louis-de-France               | Terminus Fusey                                                                  | ↔                                                                               | Église Saint-Louis-de-France                                                    |                                                                                 |                                                                                 |
| 13 Centre-ville / des Chenaux / Matteau     | En semaine de 6:34 à 00:25 - samedi de 6:09 à 00:30 - dimanche de 8:39 à 19:25  | En semaine de 6:34 à 00:25 - samedi de 6:09 à 00:30 - dimanche de 8:39 à 19:25  | En semaine de 6:34 à 00:25 - samedi de 6:09 à 00:30 - dimanche de 8:39 à 19:25  | En semaine de 6:34 à 00:25 - samedi de 6:09 à 00:30 - dimanche de 8:39 à 19:25  | En semaine de 6:34 à 00:25 - samedi de 6:09 à 00:30 - dimanche de 8:39 à 19:25  |
| 13 Centre-ville / des Chenaux / Matteau     | Terminus Centre-ville                                                           | ↔                                                                               | Boul. des Chenaux / rue Matteau                                                 |                                                                                 |                                                                                 |
| 14 UQTR - Industriel / St-Michel            | En semaine de 6:45 à 9:06 et de 15:30 à 17:54                                   | En semaine de 6:45 à 9:06 et de 15:30 à 17:54                                   | En semaine de 6:45 à 9:06 et de 15:30 à 17:54                                   | En semaine de 6:45 à 9:06 et de 15:30 à 17:54                                   | En semaine de 6:45 à 9:06 et de 15:30 à 17:54                                   |
| 14 UQTR - Industriel / St-Michel            | UQTR                                                                            | ↔                                                                               | Boul. Industriel / St-Michel                                                    |                                                                                 |                                                                                 |
| 16 UQTR / District 55                       | En semaine de 6:34 à 19:15                                                      | En semaine de 6:34 à 19:15                                                      | En semaine de 6:34 à 19:15                                                      | En semaine de 6:34 à 19:15                                                      | En semaine de 6:34 à 19:15                                                      |
| 16 UQTR / District 55                       | UQTR                                                                            | ↔                                                                               | District 55                                                                     |                                                                                 |                                                                                 |
| 25☼ Centre-ville / Gilles-Lupien            | En semaine de 6:25 à 19:32                                                      | En semaine de 6:25 à 19:32                                                      | En semaine de 6:25 à 19:32                                                      | En semaine de 6:25 à 19:32                                                      | En semaine de 6:25 à 19:32                                                      |
| 25☼ Centre-ville / Gilles-Lupien            | Terminus Centre-ville                                                           | ↔                                                                               | Gilles-Lupien / boul. Parent                                                    |                                                                                 | Soir de semaine et fin de semaine: ligne 25☽                                    |
| 60☼ UQTR / Fafard / Frontenac               | En semaine de 6:25 à 18:46                                                      | En semaine de 6:25 à 18:46                                                      | En semaine de 6:25 à 18:46                                                      | En semaine de 6:25 à 18:46                                                      | En semaine de 6:25 à 18:46                                                      |
| 60☼ UQTR / Fafard / Frontenac               | UQTR                                                                            | ↔                                                                               | Parc Lamy                                                                       |                                                                                 | Soir de semaine et fin de semaine: ligne 60☽                                    |
| 4☽ Centre-ville / des Légendes / des Forges | En semaine de 19:40 à 00:25 - samedi de 6:10 à 00:30 - dimanche de 8:40 à 19:25 | En semaine de 19:40 à 00:25 - samedi de 6:10 à 00:30 - dimanche de 8:40 à 19:25 | En semaine de 19:40 à 00:25 - samedi de 6:10 à 00:30 - dimanche de 8:40 à 19:25 | En semaine de 19:40 à 00:25 - samedi de 6:10 à 00:30 - dimanche de 8:40 à 19:25 | En semaine de 19:40 à 00:25 - samedi de 6:10 à 00:30 - dimanche de 8:40 à 19:25 |
| 4☽ Centre-ville / des Légendes / des Forges | Terminus Centre-ville                                                           | ↔                                                                               | des Légendes / des Forges                                                       |                                                                                 |                                                                                 |
| 5☽ UQTR / Centre-ville                      | En semaine de 19:42 à 00:26 - samedi de 6:06 à 00:31 - dimanche de 8:36 à 19:26 | En semaine de 19:42 à 00:26 - samedi de 6:06 à 00:31 - dimanche de 8:36 à 19:26 | En semaine de 19:42 à 00:26 - samedi de 6:06 à 00:31 - dimanche de 8:36 à 19:26 | En semaine de 19:42 à 00:26 - samedi de 6:06 à 00:31 - dimanche de 8:36 à 19:26 | En semaine de 19:42 à 00:26 - samedi de 6:06 à 00:31 - dimanche de 8:36 à 19:26 |
| 5☽ UQTR / Centre-ville                      | UQTR                                                                            | ↔                                                                               | Terminus Centre-Ville                                                           |                                                                                 |                                                                                 |
| 86 UQTR / Carrefour TRO                     | En semaine de 19:10 à 00:35 - samedi de 6:23 à 00:06 - dimanche de 8:23 à 19:35 | En semaine de 19:10 à 00:35 - samedi de 6:23 à 00:06 - dimanche de 8:23 à 19:35 | En semaine de 19:10 à 00:35 - samedi de 6:23 à 00:06 - dimanche de 8:23 à 19:35 | En semaine de 19:10 à 00:35 - samedi de 6:23 à 00:06 - dimanche de 8:23 à 19:35 | En semaine de 19:10 à 00:35 - samedi de 6:23 à 00:06 - dimanche de 8:23 à 19:35 |
| 86 UQTR / Carrefour TRO                     | UQTR                                                                            | ↔                                                                               | Carrefour Trois-Rivières Ouest                                                  |                                                                                 |                                                                                 |
| 89 Carrefour TRO / Pointe-du-lac            | En semaine de 19:14 à 01:14 - samedi de 6:59 à 00:14 - dimanche de 8:24 à 20:14 | En semaine de 19:14 à 01:14 - samedi de 6:59 à 00:14 - dimanche de 8:24 à 20:14 | En semaine de 19:14 à 01:14 - samedi de 6:59 à 00:14 - dimanche de 8:24 à 20:14 | En semaine de 19:14 à 01:14 - samedi de 6:59 à 00:14 - dimanche de 8:24 à 20:14 | En semaine de 19:14 à 01:14 - samedi de 6:59 à 00:14 - dimanche de 8:24 à 20:14 |
| 89 Carrefour TRO / Pointe-du-lac            | Carrefour Trois-Rivières Ouest                                                  | ↔                                                                               | Notre-Dame O / Ch. Ste-Marguerite                                               |                                                                                 |                                                                                 |
| 25☽ Centre-ville / Gilles-Lupien            | En semaine de 19:37 à 00:32 - samedi de 6:17 à 00:37 - dimanche de 8:57 à 19:32 | En semaine de 19:37 à 00:32 - samedi de 6:17 à 00:37 - dimanche de 8:57 à 19:32 | En semaine de 19:37 à 00:32 - samedi de 6:17 à 00:37 - dimanche de 8:57 à 19:32 | En semaine de 19:37 à 00:32 - samedi de 6:17 à 00:37 - dimanche de 8:57 à 19:32 | En semaine de 19:37 à 00:32 - samedi de 6:17 à 00:37 - dimanche de 8:57 à 19:32 |
| 25☽ Centre-ville / Gilles-Lupien            | Terminus Centre-Ville                                                           | ↔                                                                               | Gilles-Lupien / boul. Parent                                                    |                                                                                 |                                                                                 |
| 60☽ UQTR / Fafard / Frontenac               | En semaine de 19:11 à 00:22 - samedi 6:42 à 00:27 - dimanche de 8:07 à 19:58    | En semaine de 19:11 à 00:22 - samedi 6:42 à 00:27 - dimanche de 8:07 à 19:58    | En semaine de 19:11 à 00:22 - samedi 6:42 à 00:27 - dimanche de 8:07 à 19:58    | En semaine de 19:11 à 00:22 - samedi 6:42 à 00:27 - dimanche de 8:07 à 19:58    | En semaine de 19:11 à 00:22 - samedi 6:42 à 00:27 - dimanche de 8:07 à 19:58    |
| 60☽ UQTR / Fafard / Frontenac               | UQTR                                                                            | ↔                                                                               | Parc Lamy                                                                       |                                                                                 |                                                                                 |

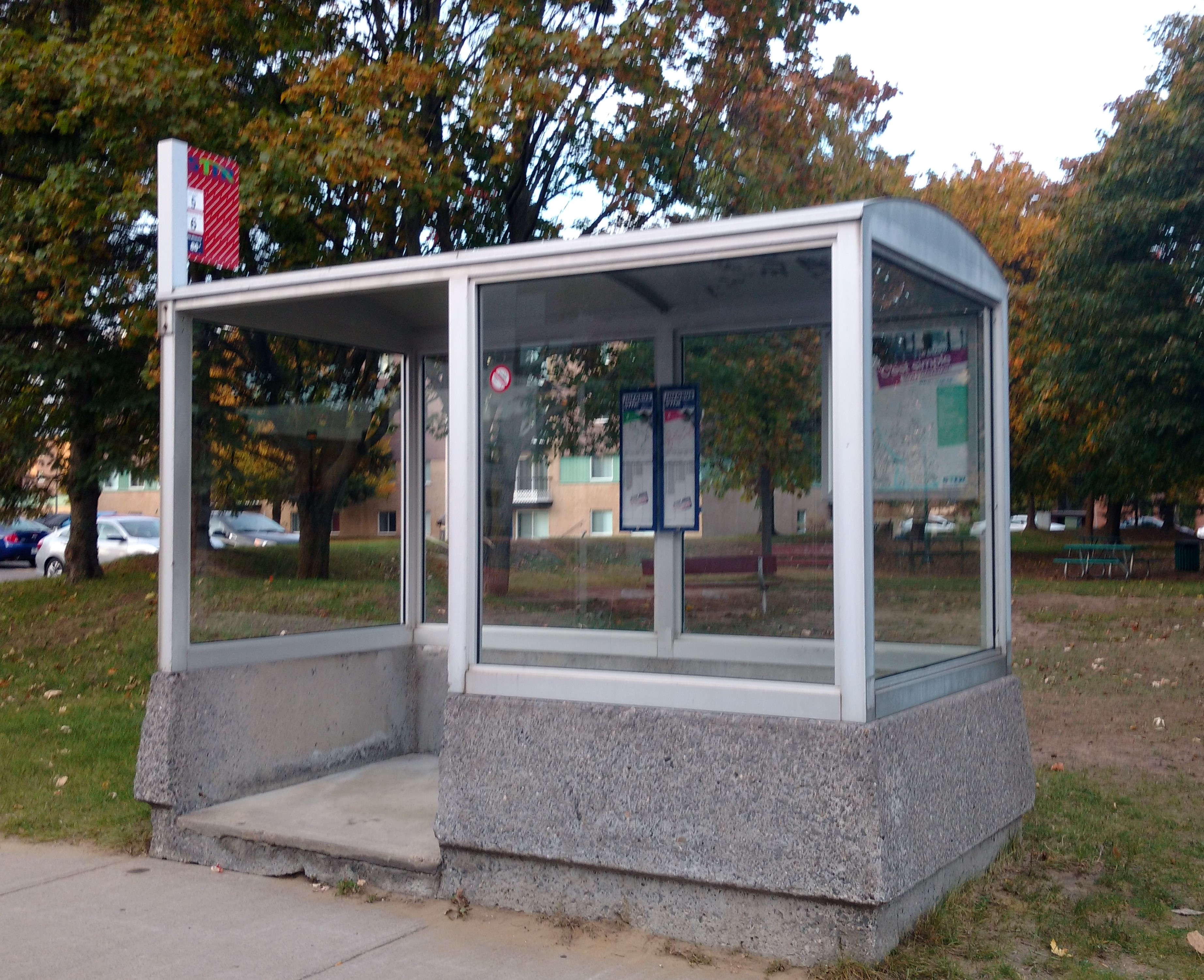
Abribus.

Les secteurs éloignés de Trois-Rivières peuvent également bénéficier du service taxi bus, qui les amène au circuit le plus près.

## Annexes

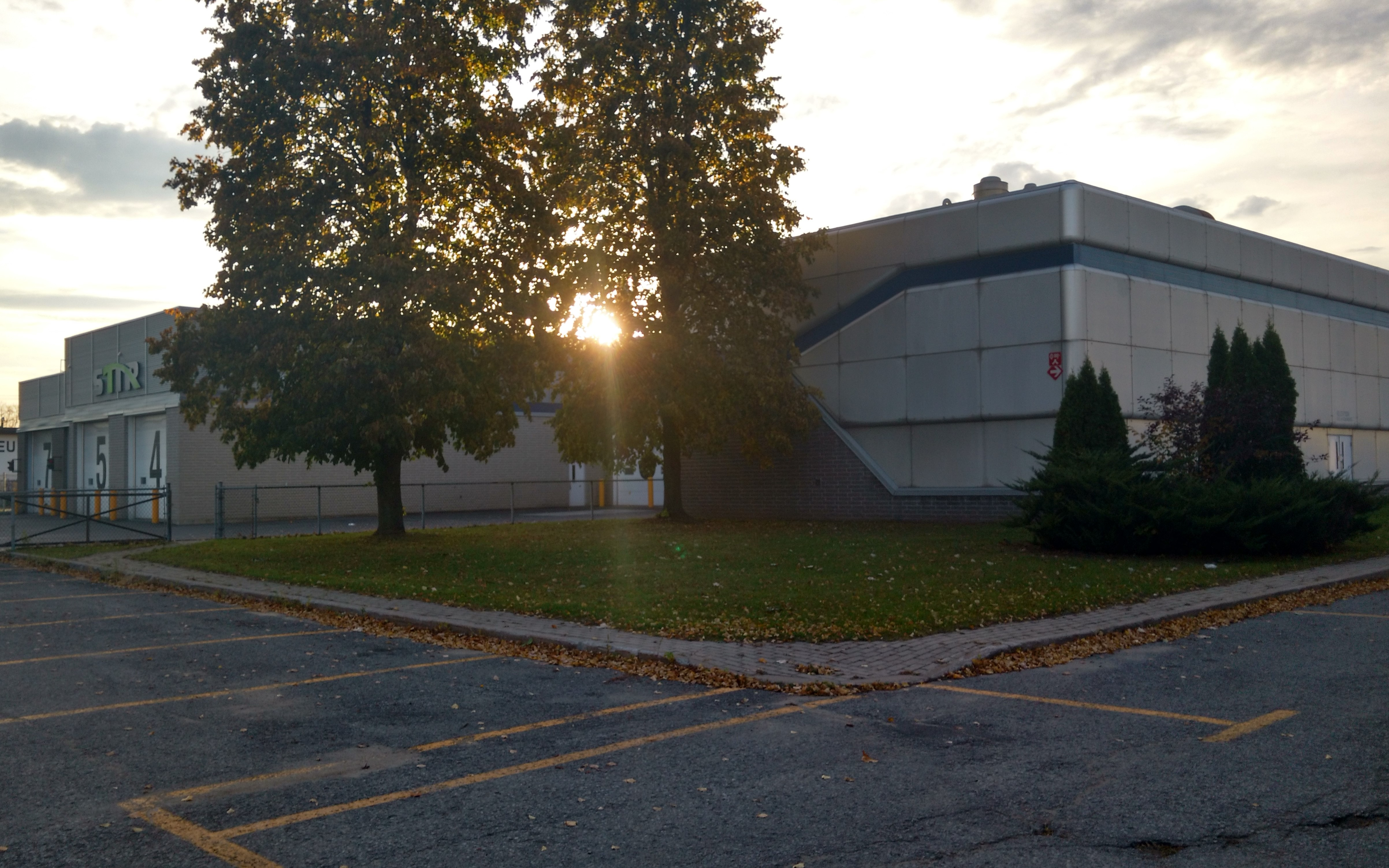
Siège social de la STTR.
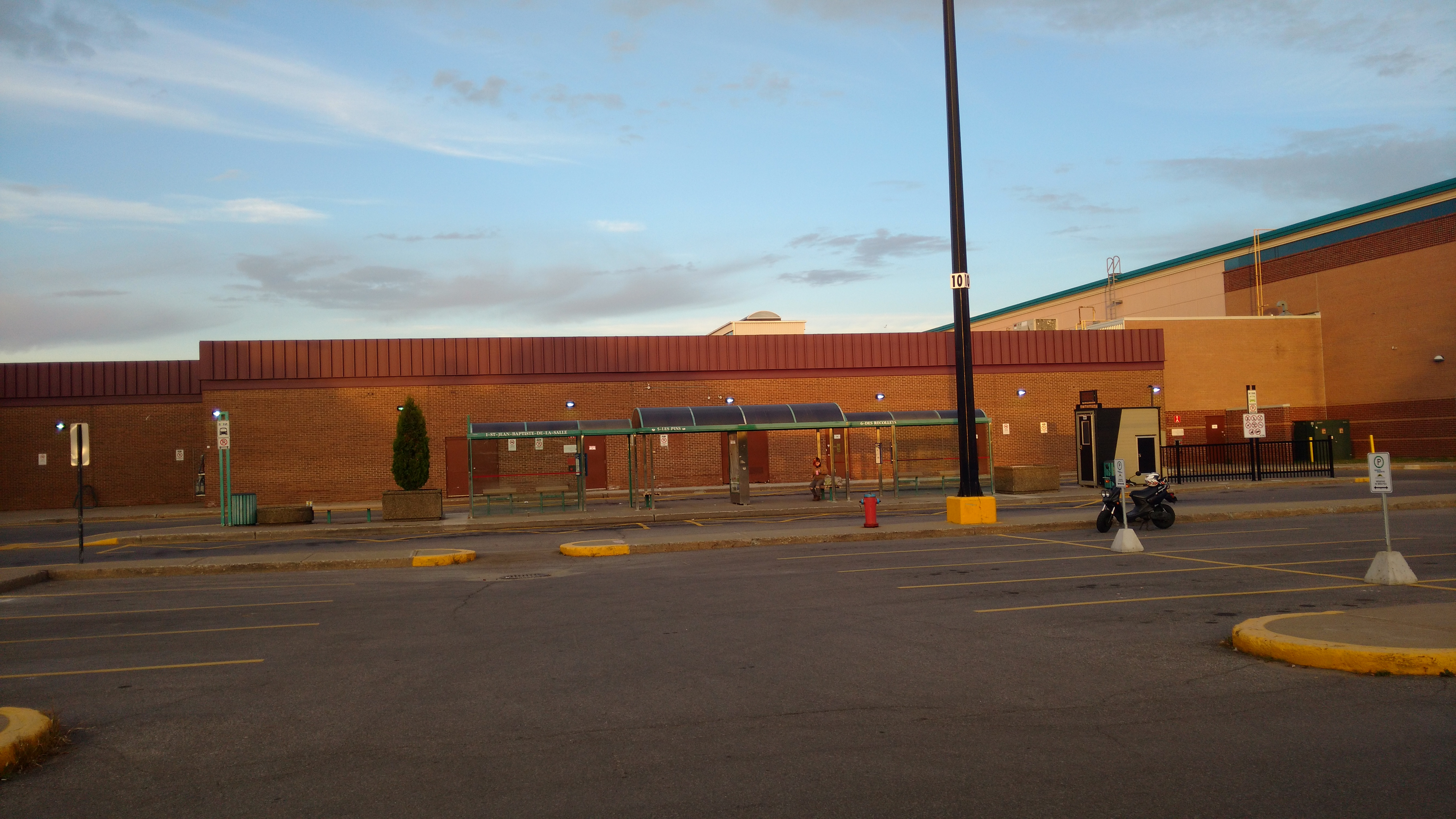
Terminus Les Rivières (correspond au Centre commercial Les Rivières), octobre 2017.
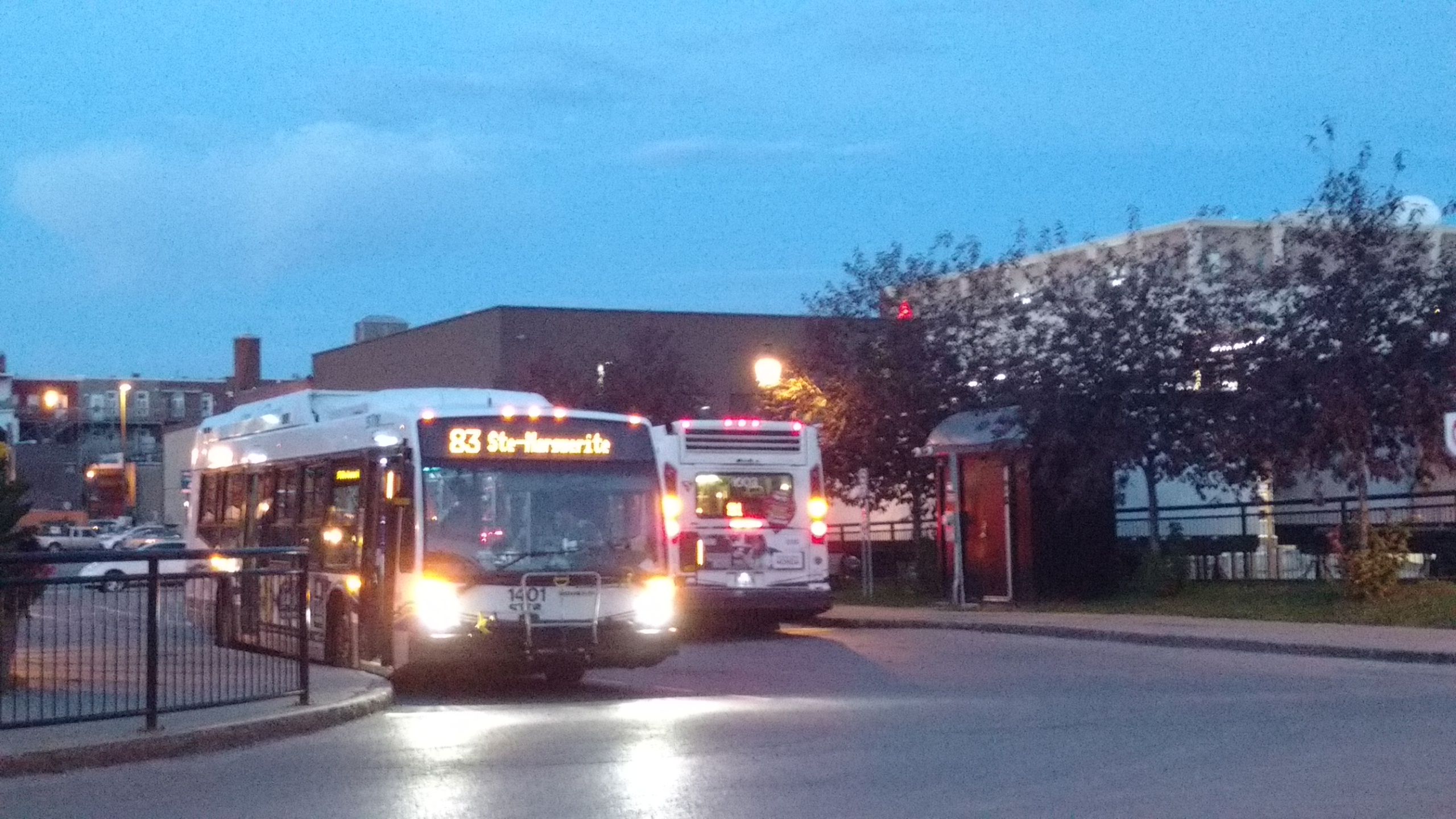
Autobus de la société de transport de Trois-Rivières.

## Flotte des véhicules urbains

### Véhicules réguliers
| Numéro du véhicule | Statut | Année | Constructeur         | Moteur et transmission | Note |
| ------------------ | ------ | ----- | -------------------- | ---------------------- | ---- |
| 9701               |        | 1997  | Nova Bus LFS         | Cummins C8.3 250hp     |      |
| 9702               |        | 1997  | Nova Bus LFS         | Cummins C8.3 250hp     |      |
| 9801               |        | 1998  | Nova Bus LFS         | Cummins C8.3 250hp     |      |
| 9803               |        | 1998  | Nova Bus LFS         | Cummins C8.3 250hp     |      |
| 9804               |        | 1998  | Nova Bus LFS         | Cummins C8.3 250hp     |      |
| 9805               |        | 1998  | Nova Bus LFS         | Cummins C8.3 250hp     |      |
| 9901               |        | 1999  | Nova Bus LFS         | Cummins C8.3 250hp     |      |
| 9902               |        | 1999  | Nova Bus LFS         | Cummins C8.3 250hp     |      |
| 0101               |        | 2001  | Nova Bus LFS         | Cummins C8.3 250hp     |      |
| 0102               |        | 2001  | Nova Bus LFS         | Cummins C8.3 250hp     |      |
| 0201               |        | 2002  | Nova Bus LFS         | Cummins C8.3 250hp     |      |
| 0202               |        | 2002  | Nova Bus LFS         | Cummins C8.3 250hp     |      |
| 0203               |        | 2002  | Nova Bus LFS         | Cummins C8.3 250hp     |      |
| 0204               |        | 2002  | Nova Bus LFS         | Cummins C8.3 250hp     |      |
| 0205               |        | 2002  | Nova Bus LFS         | Cummins C8.3 250hp     |      |
| 0206               |        | 2002  | Nova Bus LFS         | Cummins C8.3 250hp     |      |
| 0701               |        | 2007  | Nova Bus LFS         | Cummins ISL 250hp      |      |
| 0702               |        | 2007  | Nova Bus LFS         | Cummins ISL 250hp      |      |
| 0703               |        | 2007  | Nova Bus LFS         | Cummins ISL 250hp      |      |
| 0704               |        | 2007  | Nova Bus LFS         | Cummins ISL 250hp      |      |
| 0802               |        | 2008  | Nova Bus LFS         | Cummins ISL 250hp      |      |
| 0803               |        | 2008  | Nova Bus LFS         | Cummins ISL 250hp      |      |
| 0804               |        | 2008  | Nova Bus LFS         | Cummins ISL 250hp      |      |
| 0805               |        | 2008  | Nova Bus LFS         | Cummins ISL 250hp      |      |
| 0901               |        | 2009  | Nova Bus LFS         | Cummins ISL 250hp      |      |
| 0902               |        | 2009  | Nova Bus LFS         | Cummins ISL 250hp      |      |
| 0903               |        | 2009  | Nova Bus LFS         | Cummins ISL 250hp      |      |
| 0904               |        | 2009  | Nova Bus LFS         | Cummins ISL 250hp      |      |
| 1001               |        | 2010  | Nova Bus LFS         | Cummins ISL 250hp      |      |
| 1002               |        | 2010  | Nova Bus LFS         | Cummins ISL 250hp      |      |
| 1003               |        | 2010  | Nova Bus LFS         | Cummins ISL 250hp      |      |
| 1101               |        | 2011  | Nova Bus LFS         | Cummins ISL9 280hp     |      |
| 1102               |        | 2011  | Nova Bus LFS         | Cummins ISL9 280hp     |      |
| 1103               |        | 2011  | Nova Bus LFS         | Cummins ISL9 280hp     |      |
| 1201               |        | 2012  | Nova Bus LFS         | Cummins ISL9 280hp     |      |
| 1202               |        | 2012  | Nova Bus LFS         | Cummins ISL9 280hp     |      |
| 1203               |        | 2012  | Nova Bus LFS         | Cummins ISL9 280hp     |      |
| 1401               |        | 2013  | Nova Bus LFS HEV     | Cummins ISB6,7 280hp   |      |
| 1402               |        | 2014  | Nova Bus LFS HEV     | Cummins ISB6,7 280hp   |      |
| 1403               |        | 2014  | Nova Bus LFS HEV     | Cummins ISB6,7 280hp   |      |
| 1404               |        | 2014  | Nova Bus LFS HEV     | Cummins ISB6,7 280hp   |      |
| 1405               |        | 2014  | Nova Bus LFS HEV     | Cummins ISB6,7 280hp   |      |
| 1406               |        | 2014  | Nova Bus LFS HEV     | Cummins ISB6,7 280hp   |      |
| 1501               |        | 2015  | Nova Bus LFS HEV     | Cummins ISB6,7 280hp   |      |
| 1502               |        | 2015  | Nova Bus LFS HEV     | Cummins ISB6,7 280hp   |      |
| 1503               |        | 2015  | Nova Bus LFS HEV     | Cummins ISB6,7 280hp   |      |
| 1701               |        | 2017  | Nova Bus LFS HEV     | Cummins ISB6,7 280hp   |      |
| 1702               |        | 2017  | Nova Bus LFS HEV     | Cummins ISB6,7 280hp   |      |
| 1801               |        | 2018  | Nova Bus LFS HEV     | Cummins ISB6,7 280hp   |      |
| 1802               |        | 2018  | Nova Bus LFS HEV     | Cummins ISB6,7 280hp   |      |
| 1901               |        | 2019  | Nova Bus LFS HEV     | Cummins ISB6,7 280hp   |      |
| 1902               |        | 2019  | Nova Bus LFS HEV     | Cummins ISB6,7 280hp   |      |
| 1903               |        | 2019  | Nova Bus LFS HEV     | Cummins ISB6,7 280hp   |      |
| 1904               |        | 2019  | Grande West Vicinity | Cummins ISB6,7 280hp   |      |
| 1905               |        | 2019  | Grande West Vicinity | Cummins ISB6,7 280hp   |      |
| 1906               |        | 2019  | Grande West Vicinity | Cummins ISB6,7 280hp   |      |